# モントレー
モントレー、モンタレー、モンテレー（英語: Monterey [ˌmɑntəˈreɪ, ˌmɑnəˈreɪ] ( 音声ファイル)）は、アメリカ合衆国カリフォルニア州のモントレー郡にある都市。人口は約3万人（2020年）。太平洋岸のモントレー湾南端に位置する。
スペイン人が入植したのは1770年であり、アメリカ西海岸ではサンディエゴ（1769年）と並ぶ長い歴史を持つ町である。
映画『エデンの東』の舞台となった。「モントレー・ジャズ・フェスティバル」は1957年に始まった伝統行事である。1967年のモントレー・ポップ・フェスティバルは伝説的なイベントとして知られている。
2021年にmacOS 12の正式名称としてこの町の名前が採用された。

## 歴史

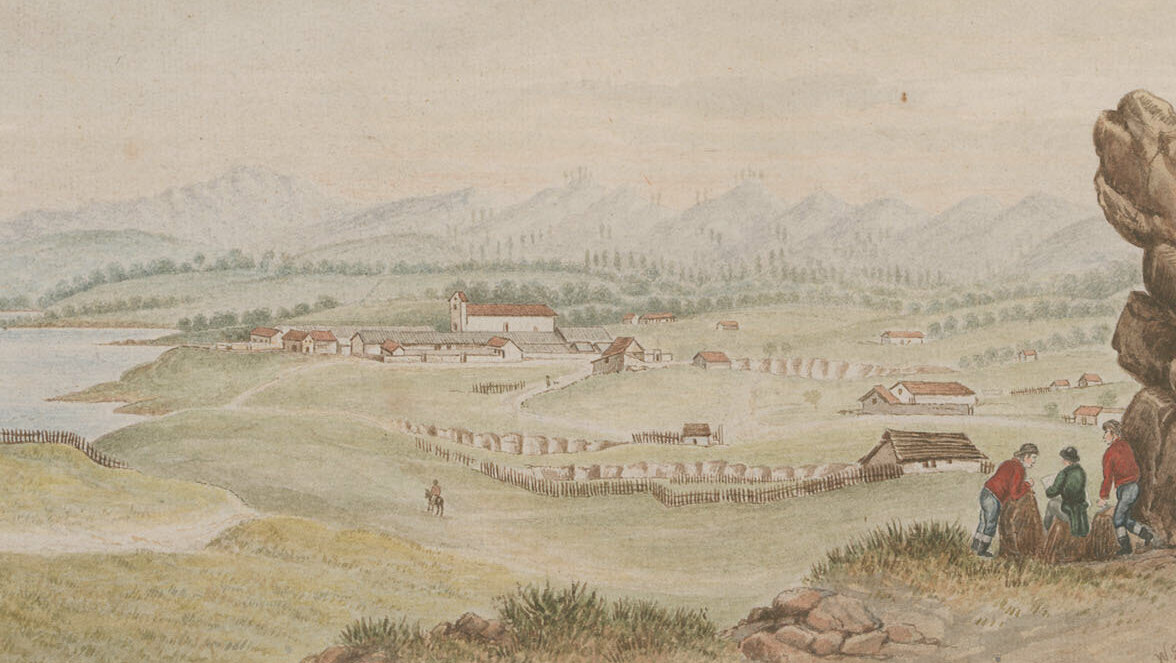
モントレー・プレシディオ

ヨーロッパ人以前、モントレーの地には先住民のラムゼン・オローニ族が住んでおり、狩猟採集生活を行っていた。先住民による多数の貝塚が発見されている。
1602年、セバスティアン・ビスカイノが海路この地を訪れて、「モンテレイ湾」(Bahía de Monterrey)と命名した。その後167年間ヨーロッパ人は訪れなかった。モンテレイの名は歴史上「Monte Rey」「Monterey」など、さまざまに綴られた。
ガスパル・デ・ポルトラはビスカイノの記録にあるモンテレイ湾を求めて陸路探検し、1769年10月1日に現在のモントレーに到着したが、そこが目的地であることに気づかずそのまま北上し、サンフランシスコ湾に到達した。1770年のポルトラの2回目の探検で、ようやくそこがビスカイノの記述にある土地であると判断した。スペイン人はこの地にプレシディオ（要塞）を築いて駐屯した。また、フニペロ・セラはミッション（伝道所）を築いたが、駐屯軍と衝突をおこして、翌年カーメルにミッションを移した。なお、現在も米軍の駐屯地の名としてプレシディオ・オブ・モントレーが使われているが、これは20世紀初頭に建設されたもので、もとのプレシディオとは別である。
セラが最初に建てたミッションの建物はプレシディオ内のチャペルとして用いられた。最初の建物は焼失したが、1794年にインディアンの労働によって再建された。1849年にモントレー教区の司教座聖堂に指定され、現在もサン・カルロス・ボロメオ大聖堂として使用されている。
1777年、モントレーは両カリフォルニア（アルタ・カリフォルニアとバハ・カリフォルニア）の州都に定められた。カリフォルニアへのすべての船荷はモントレーの税関を通過しなければならなかった。税関の建物は1814年にスペイン人によって建設がはじまり、中央部分はメキシコ時代の1827年に作られ、アメリカ合衆国時代の1846年に完成した。税関の建物はカリフォルニアの現存最古の政府庁舎であり、カリフォルニアの歴史的ランドマーク第一号である。
1821年にメキシコが独立した後、1830年代になると政教分離によってミッションの所有していた土地の大部分は個人に払い下げられ、ランチョ（大私有地）が成立した。
米墨戦争では、モントレーは「モントレーの戦い」の場となった。1846年7月7日に税関にアメリカ合衆国の国旗が掲げられ、カリフォルニアがアメリカ合衆国に属することを宣言した。
1849年までモントレーはカリフォルニアの首都であり、コルトン・ホール (Colton Hall) で第1回のカリフォルニア憲法会議が開催された。その後はサンノゼほかいくつかの都市に移り、最終的に1854年にサクラメントが州都になった。
モントレーは長い間湾内の漁業によって有名であったが、乱獲によって1950年代に漁業は壊滅した。20世紀はじめの漁業用の小屋とキャナリー・ロウは現在も保存されている。
19世紀末から20世紀にかけて、多くの画家や作家がモントレーに住んだ。モントレーに住んだことのある作家としては、ジョン・スタインベック、ロバート・A・ハインライン、ヘンリー・ミラー、ロバート・ルイス・スティーヴンソンらが知られる。

## 交通
海岸近くに沿って走る州道1号線によって、北はサンタクルーズ (カリフォルニア州)に、南はカーメル・バイ・ザ・シーやビッグサーにつながっている。また、州道68号線でサリナスに出ることができる。
サンノゼとの間でアムトラックのバスが運行している。ほかにグレイハウンドのバスも走る。
市内をMST(Monterey-Salinas Transit)バスが走り、カーメル、サリナス、ワトソンビル方面はこのバスで行くことができる。サンタクルーズへはワトソンビルで乗り換える（直通便もあるが、本数が少ない）。

## 教育
- 海軍大学院

## 見どころ

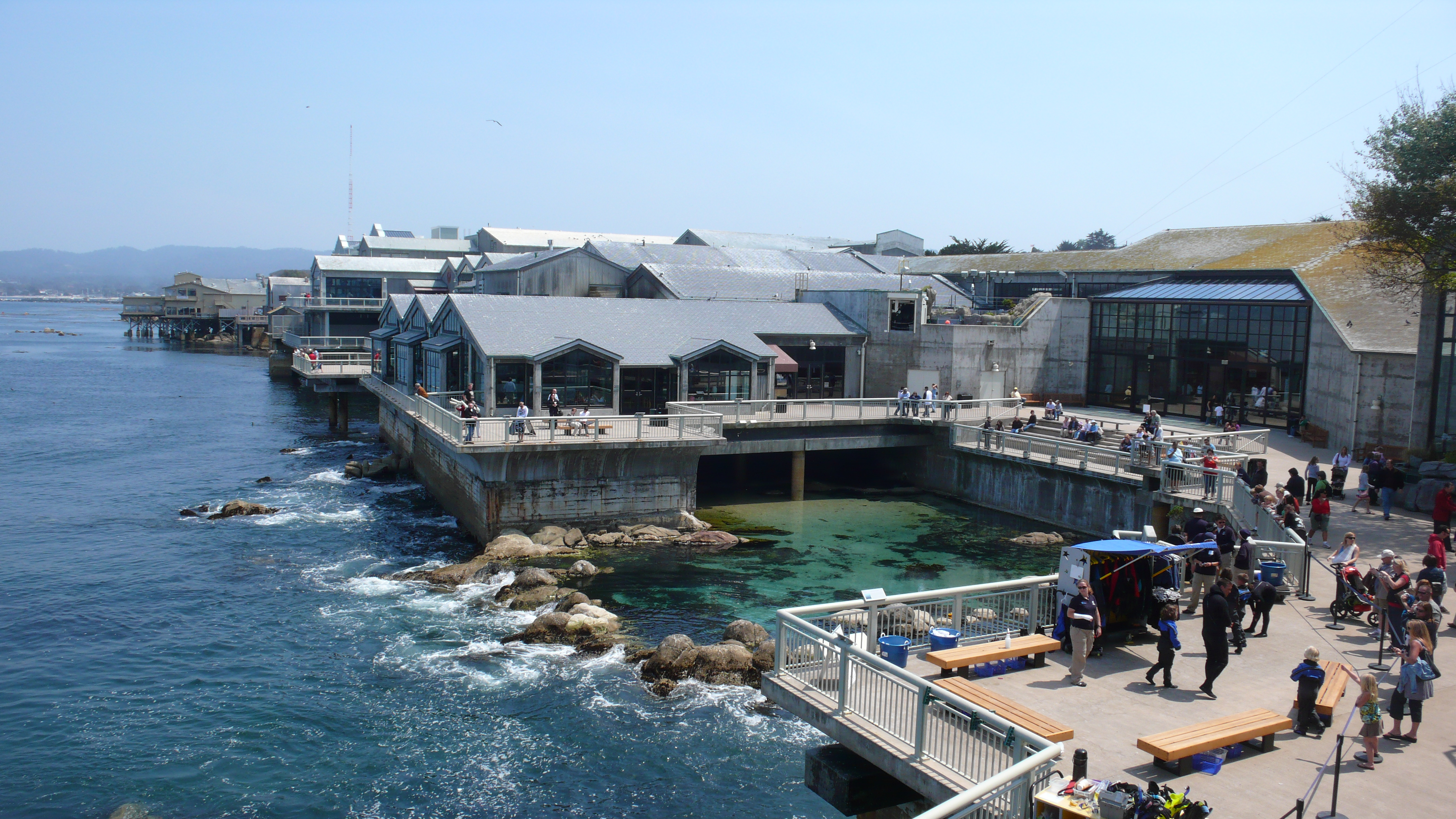
モントレーベイ水族館

- モントレーベイ水族館（英語版）
- キャナリー・ロウ
- フィッシャーマンズ・ワーフ
- レースウェイ・ラグナ・セカ
- 17マイルドライブ
- ポイントピノス灯台（英語版）

## 姉妹都市
- ランカラン,アゼルバイジャン(2011)
- クシャダス,トルコ(2007)
- ドゥブロヴニク,クロアチア(2006)
- 七尾市,日本・石川県(1995)[9]
- リェイダ,スペイン(1980)
- 台南市,台湾(1963)